# Cantoanele Franței
În Franța, un canton este o diviziune administrativă inferioară arondismentului departamental, fiecare arondisment fiind divizat în cantoane.

## Rol și administrație
Rolul cantoanelor este în principal acela de a furniza o subdiviziune în scopuri electorale, alegerile cantonale fiind alegerile pentru membrii consiliului general al departamentelor. La nivelul cantoanelor, alegerile sunt uninominale, din fiecare fiind aleasă o persoană, în maxim două tururi de scrutin, pentru a reprezenta cantonul la nivel departamental. De asemenea, cantoanele formează o circumscripție judiciară, fiecare posedând un tribunal de primă instanță.
În zonele urbane, o comună poate fi împărțită în mai multe cantoane, iar în zonele rurale, un canton este format din mai multe comune. De cele mai multe ori, anumite servicii administrative ale statului, cum ar fi jandarmeria, sunt situate doar în reședința cantonului. Singura comună ce nu conține cantoane este Parisul, unde consiliul general al departamentului este ales în mod diferit, neexistând cantoanele în sensul electoral al termenului. Uneori, cele 20 de arondismente ale Parisului sunt uneori considerate cantoane din punct de vedere statistic.

## Istorie
Cantoanele au fost create în 1790, în același timp cu departamentele, de către Comitetul de Diviziune al teritoriului (franceză Comité de Division du territoire). Inițial au fost regrupate în districte, apoi, din 1800 au fost regrupate în arondismente.
La momentul creării cantoanelor în 1790, numărul lor era mult mai mare decât astăzi, existând între 40 și 60 de cantoane în fiecare departament. Numărul lor a fost redus drastic prin legea din 8 pluviôse al anului IX al Calendarului Republican Francez (28 ianuarie 1801). Primii prefecți numiți de către guvern, au avut rolul de a stabilii în cadrul departamentului lor, repartizarea comunelor în cadrul noilor cantoane. Listele au fost aprobate și au fost publicate în anii 1801-1802 constituind până în ziua de astăzi baza diviziunii administrative în cantoane.
Din 1800, unele cantoane foarte slab populate au fost suprimate, în timp ce alte cantoane noi au fost create în anumite zone ce au cunoscut o importantă creștere demografică. Astfel, numărul lor a crescut sensibil față de cel existent la începutul secolului XIX.

## Statistici
Numărul de cantoane este variabil de la un departament la altul, Territoire de Belfort având doar 15, în timp ce departamentul Nord conține 79. În 2004 numărul total era de 4.039 cantoane, din care 156 sunt în departamentele de peste mări. Insula Mayotte, o colectivitate de peste mări franceză, a cărei administrație teritorială este similară cu aceea a unui departament, este divizată în 19 cantoane. Doar cantoanele Gaillon-Campagne și Sarreguemines-Campagne, din departamentul Eure respectiv din departamentul Moselle, nu conțin comuna reședință.